# نيكولاس بوربون
نيكولاس بوربون (بالفرنسية: Nicolas Bourbon)‏ هو بروفيسور وشاعر فرنسي، ولد في 1574 في Vendeuvre-sur-Barse ‏، وتوفي في 6 أغسطس 1644 في باريس في فرنسا.